# Sjællandske Tværmotorvej
|  | Sammenskrivningsforslag Artiklerne Den Sjællandske Tværforbindelse, Sjællandske Tværmotorvej er foreslået sammenskrevet. (Siden maj 2022) Diskutér forslaget |

|  | Denne artikel beskriver en fremtidig begivenhed Denne artikel eller sektion handler om planlagt eller forventet fremtidig begivenhed. Der kan forekomme spekulativ information, og indholdet kan ændres dramatisk når begivenheden nærmer sig og mere information bliver tilgængelig. |

Sjællandske Tværmotorvej  er en foreslået motorvej der forventes at gå mellem Kalundborg over Slagelse til Næstved, og videre som Næstvedmotorvejen til Sydmotorvejen E47/E55 ved Rønnede. 
Motorvejen skal være med til at aflaste primærrute 22 for tung trafik mellem Kalundborg, Slagelse og Næstved, og især den mest trafikerede strækning, mellem Slagelse og Næstved hvor der er en trafikmængde på 8.000 - 14.000 i døgnet.
Motorvejen er blevet foreslået af Sjællandske borgermestre og politikere, og er støttet af 17 kommuner, som blandt andet tæller Kalundborg, Slagelse, Næstved, Sorø, Faxe og Vordingborg kommuner.
Den 12. maj 2016 tog komiteen for den sjællandske tværforbindelse til Christiansborg, hvor de mødtes med Folketingets trafikudvalg. Her fremlagde komiteen en rapport, som de havde fået lavet af Rambøll. I rapporten blev mulighederne belyst, blandt andet en forkortet rejsetid på op til 47 minutter. Derudover vil en eventuel motorvej give ca. 1.500 arbejdspladser, og den vil øge de lokale virksomheders vækst og produktion med 3,4 milliarder kr. 
Motorvejen forventes at koste ca. 7,4 milliarder kr.